# Sander Gilman
Sander L. Gilman (né le 21 février 1944 à New York) est un historien culturel et littéraire américain. Il est connu pour ses contributions aux études juives et à l'histoire de la médecine. Il est l'auteur ou l'éditeur de plus de 90 ouvrages. 
Gilman se concentre sur la médecine et les échos de sa rhétorique dans le discours social et politique. Il étudie en particulier les constellations de discours médicaux, sociaux et politiques qui émergent à certains moments historiques.

## Biographie

### Carrière académique
Gilman a obtenu son baccalauréat en langue et littérature allemandes à l'université Tulane en 1963, où il a ensuite obtenu son doctorat. Il a été professeur à l'université Cornell (1976-1995), puis à l'Université de Chicago pendant six ans (1994-2000). Il a ensuite été à l'université de l'Illinois à Chicago pendant quatre ans, fondant son programme d'études juives.
En 2005, il est nommé professeur distingué d'arts libéraux et de sciences à l'université Emory, où il a été directeur du programme de psychanalyse et de l'initiative des sciences humaines de la santé de l'université Emory. Il a également été professeur de psychiatrie et membre de l'Institut psychanalytique d'Emory. En 2017-2018, il a été professeur d'histoire de l'Alliance à l'université Ludwig Maximilian de Munich. En 2021, il est nommé professeur émérite à Emory.
En 2007, il est nommé professeur à l'Institut des sciences humaines de Birkbeck à l'Université de Londres et chercheur invité au nouvel Institut d'études avancées de l'université de Warwick au Royaume-Uni. Il a été président de la Modern Language Association en 1995. Il obtient un doctorat en droit (honoris causa) de l'université de Toronto en 1997, et est élu professeur honoraire de l'université libre de Berlin (2000), a été nommé membre honoraire de l'American Psychoanalytic Association en 2008 et a fait membre de l'Académie américaine des arts et des sciences (2016).

### En cours d'écriture
Gilman a écrit l'étude de base des stéréotypes visuels des malades mentaux, Seeing the Insane, publiée par John Wiley and Sons en 1982 (réimprimée : 1996 et 2013) ainsi que l'étude standard de Haine de soi juive, le titre de son Johns, une monographie de Hopkins University Press de 1986, toujours en cours d'impression. Son Stand Up Straight! A History of Posture (Reaktion Press, Londres) et le volume édité Jewish on the Move: Modern Cosmopolitanist Thought and Its Others ont tous deux été publiés en 2018. I Know Who Caused COVID-19: Pandemics and Xenophobia (avec Zhou Xun) est paru en 2021 (avec Reaktion Press, Londres).

#### Freud
Il a étudié Sigmund Freud, qui aborde la question du rôle, le cas échéant, joué par les origines juives de Freud dans sa composition du corpus psychanalytique. La thèse de Gilman à ce sujet est que les préjugés de la biologie au XIXe siècle classaient le Juif comme étant en quelque sorte féminin, une stigmatisation à laquelle Freud cherchait à échapper en se taillant sa propre niche scientifique. Licencié par sa propre marque de science, Freud pouvait à la fois revendiquer la virilité que l'establishment scientifique viennois du XIXe siècle menaçait de lui refuser, et aussi la neutralité qui était le garant de son autorité.
Pour démontrer que l'antisémitisme contemporain a façonné la pensée de Freud, Gilman fournit un catalogue des stéréotypes antisémites les plus flagrants de l'époque et du lieu, y compris une documentation directe de certains préjugés antisémites, tels que la croyance en la menstruation masculine juive, comme ainsi que des représentations d'époque de stéréotypes antisémites dans les médias graphiques.

## Membre du comité de rédaction
Gilman siège aujourd'hui au conseil consultatif international honoraire des monographies de Mens Sana.